# Pars pro toto
Pars pro toto est expression latine signifiant : « une partie pour le tout ». En rhétorique, cette formule désigne le déplacement sémantique opéré par une synecdoque, c'est-à-dire « désigner un objet ou un être par un mot qui désigne un autre objet ou élément avec lequel le premier forme un tout, l'un se trouvant inclus dans l'autre ». Cette expression s'oppose à pars pro parte, « une partie pour une autre partie » qui décrit le mouvement sémantique de la métonymie.
On peut distinguer cette figure de style du mérisme, qui est « la division d’un sujet, d’un point à traiter en ses diverses parties » ainsi que de la métonymie qui remplace un concept par un autre avec lequel il est en rapport par relation de contiguïté (bien que la relation d'inclusion et celle de contiguïté soient souvent difficiles à distinguer)
En archéologie, l'amputation de fragments d'artéfacts s'interprète parfois comme une pars pro toto, prélèvement permettant de s'approprier symboliquement l'objet.